# 熱田神宮能楽殿

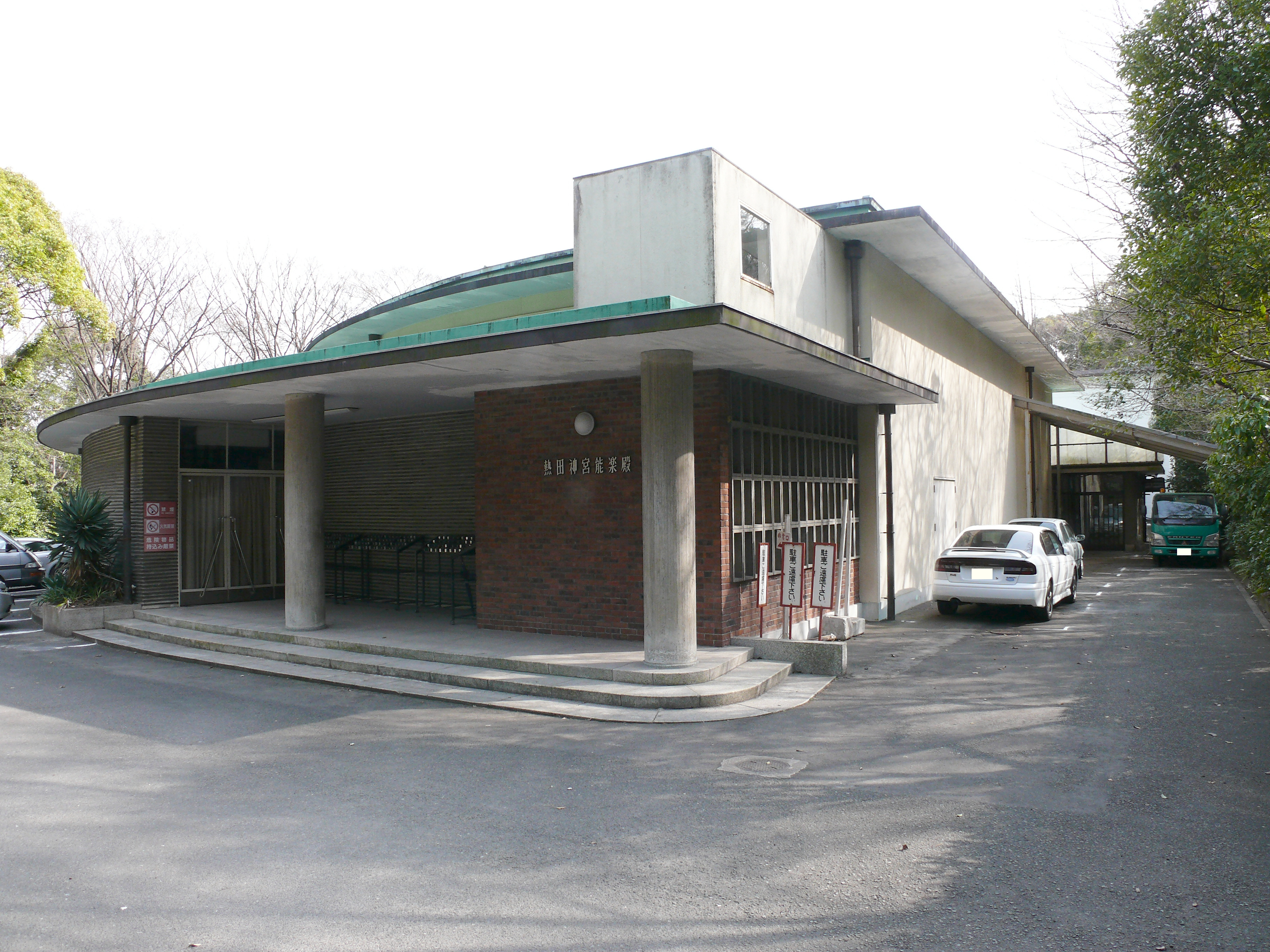
熱田神宮能楽殿

熱田神宮能楽殿（あつたじんぐうのうがくでん）は愛知県名古屋市熱田区神宮の熱田の杜（熱田神宮）内にあった能楽殿。

## 概要
1955年（昭和30年）に地元政財界や能楽愛好家の基金によって建設されたもので、檜造りの能舞台に500席の客席を備え、能楽協会名古屋支部の定式能が催されるなど第二次大戦後の東海地方において永らく能や狂言の拠点であった。消防法上の問題があった事から1997年（平成9年）に改修を行ない、客席が354席に減少。1999年（平成11年）に名古屋能楽堂が開館した事で舞台利用件数が激減した事に加えて、雨漏りなどの老朽化が激しく改修費用に見合わないとして、2006年（平成18年）10月8日をもって閉鎖された。
閉鎖決定と合わせて能舞台は三重県伊勢市の皇學館大学に無償譲渡される予定と報じられたが、1997年（平成9年）の改修の際には約1億円の募金を募っており、当時募金に応じた能楽師の間から閉鎖に関して「事前の相談もなかった」との反発の声も上がったという。
その後10年余を経て取り壊され、跡地には2019年（令和元年）に崇敬団体が利用できる会議室と熱田文庫図書、警衛詰所を兼ねた「令和記念館」が建設されている。

## 周辺
- 熱田神宮宝物館
- 名古屋市熱田図書館